# 名古屋市立上野小学校
名古屋市立上野小学校（なごやしりつ うえのしょうがっこう）は、愛知県名古屋市千種区にある公立小学校。千種区では千種小学校・田代小学校とともに、明治初期に開設された伝統のある小学校である。

## 歴史

### 沿革
- 1874年（明治7年） - 第二大学区第二中学区に所属。第85番小学山田学校の分校として開設。
- 1880年（明治13年）9月1日 - 上野学校創立。
- 1887年（明治20年）3月5日 - 小学校令施行により、西春日井郡第13学区尋常小学上野学校に改称。
- 1892年（明治25年）9月 - 上野尋常小学校に改称。
- 1907年（明治40年）1月1日 - 鍋屋上野村と田代村の合併に伴い、東山村立東山尋常小学校の仮教場となるが、4月に再び上野尋常小学校に戻る。
- 1921年（大正10年）8月22日 - 東山村が名古屋市へ編入され、名古屋市立上野尋常小学校となる。
- 1927年（昭和2年）4月1日 - 高等科を併設して上野尋常高等小学校と改称する。
- 1941年（昭和16年）4月1日 - 名古屋市上野国民学校となる。
- 1944年（昭和19年）8月12日 - 三重県名賀郡へ集団疎開。
- 1944年（昭和19年）12月13日 - 空襲により校舎を全焼。
- 1947年（昭和22年）4月1日 - 学校教育法施行により名古屋市立上野小学校に改称。
- 1960年（昭和35年）4月3日 - 富士見台に分校を設置。
- 1962年（昭和37年）4月1日 - 富士見台小学校を分離。
- 2010年（平成21年）9月1日 - 130周年を迎える。

### 児童数の変遷
『愛知県小中学校誌』（2018年）によると、児童数の変遷は以下の通りである。
| 1947年（昭和22年） | 824人  |  |
| 1957年（昭和32年） | 2135人 |  |
| 1967年（昭和42年） | 1724人 |  |
| 1977年（昭和52年） | 1562人 |  |
| 1987年（昭和62年） | 1285人 |  |
| 1997年（平成9年）  | 807人  |  |
| 2007年（平成19年） | 703人  |  |
| 2017年（平成29年） | 710人  |  |

## 通学区域
上野学区は千種区の北西部に位置する面積1.83 km2の地域であり、富士見台・自由ヶ丘・田代・高見・大和・矢田・砂田橋の7学区と接している。上野小学校は学区のほぼ中心に位置しており、学区内から道程1.5km以内で到達できる。
所管する名古屋市教育委員会は、2018年（平成30年）9月1日現在、千種区のうち、赤坂町2～7丁目・上野一丁目・上野二丁目・上野三丁目・萱場二丁目・下方町・清明山一丁目・清明山二丁目・谷口町・茶屋坂通1丁目・茶屋が坂一丁目・月ケ丘・天満通・鍋屋上野町字東脇・南ケ丘・宮の腰町の全域および赤坂町1丁目・萱場一丁目・北千種二丁目・北千種三丁目・古出来三丁目・茶屋坂通2丁目・若水三丁目の各一部を通学区域として指定している。
また、卒業後の進学先は名古屋市立振甫中学校となっている。

## 交通
- 名古屋市営地下鉄名城線 砂田橋駅 1番出口より南へ900m
- 基幹バス（市営・名鉄） 谷口停留所より南へ250m
- 名古屋市営バス
  - （幹砂田1・千種巡回） 上野公園前停留所より北へ250m
  - （幹砂田1・千種11） 清明山停留所より東へ250m

## その他
- 校内は天文元年（1532年）頃に下方貞清が築城した上野城跡[2]とされ、埋蔵文化財包蔵地（県遺跡番号005099）になっている[3]。
- 校庭には、時計台のある野外ステージがある。
- 学区内には、名古屋三大天神のひとつ上野天満宮がある。
- 尚、卒業生ではないが一時在籍生徒にタレント・女優の水沢アキがいる(1962年-1965年在籍)

### WEB
1. ↑  名古屋市教育委員会事務局総務部企画経理課企画統計係 (2018年9月18日). “千種区の小・中学校一覧”.   名古屋市. 2018年11月14日閲覧。
2. ↑  名古屋市教育委員会事務局総務部教育環境計画室計画係 (2018年9月1日). “名古屋市立小・中学校の通学区域一覧（千種区）” (PDF).   名古屋市. 2018年11月15日閲覧。
3. ↑  名古屋市教育委員会事務局総務部教育環境計画室計画係 (2018年4月1日). “名古屋市立中学校区一覧（小→中）” (PDF).   名古屋市. 2018年11月14日閲覧。

### 書籍
1. ↑  六三制教育七十周年記念 愛知県小中学校誌 合同記念誌編集特別委員会 2018, p. 166.
2. ↑  『日本城郭大系』 9巻、新人物往来社、1979年、286 - 287頁。
3. ↑  「愛知県文化財マップ」（マップあいち）愛知県公式HP